# بنیهانا
بنیهانا (انگلیسی: Benihana) شرکت صنایع غذایی آمریکایی است، که در سال ۱۹۶۴ تأسیس شد.